# Rybakowate
Rybakowate, rybaki (Noctilionidae) – monotypowa rodzina ssaków z podrzędu mroczkokształtnych (Vespertilioniformes) w obrębie rzędu nietoperzy (Chiroptera).

## Rozmieszczenie geograficzne
Rodzina obejmuje gatunki występujące w Ameryce (od Meksyku do Argentyny).

## Morfologia
Długość ciała (bez ogona) 65–100 mm, długość ogona 13–28 mm, długość ucha 22–30 mm, długość tylnej stopy 16–34 mm, długość przedramienia 54–87 mm; masa ciała 22–90 g. Kolor futra pomarańczowo-rudy. Posiadają długie stopy z ostrymi pazurami i rozszczepioną górną wargę.

## Tryb życia
Rybakowate żyją stadnie. Żywią się owadami, skorupiakami i niewielkimi rybami. Prowadzą głównie nocny tryb życia, lecz są obserwowane również w ciągu dnia.

## Systematyka
Rodzinę wyodrębnił w 1821 roku angielski zoolog John Edward Gray w artykule zatytułowanym O naturalnym układzie zwierząt kręgowych, opublikowanym w czasopiśmie „The London Medical Repository”. Rodzaj zdefiniował w 1766 roku szwedzki przyrodnik Karol Linneusz w 12. wydaniu Systema Naturae, książki swojego autorstwa poświęconej systematyce zwierząt i roślin. Gatunkiem typowym jest (oznaczenie monotypowe) rybak nocny (N. leporinus).

### Etymologia
- Noctilio (Noctitio, Noctileo, Noctillo): łac. nox, noctis ‘noc’; końcówka -ilio[25].
- Celaeno (Caelano, Celano): w mitologii greckiej Kelajno (gr. Κελαινω Kelainō, łac. Celaeno) była jedną z harpii[26]. Gatunek typowy (oznaczenie monotypowe): Celaeno brooksiana Leach, 1821 (= Vespertilio leporinus Linnaeus, 1758).
- Dirias: etymologia niejasna, Miller nie wyjaśnił znaczenia nazwy rodzajowej[17]. Gatunek typowy (oryginalne oznaczenie): Noctilio albiventer Spix, 1823 (= Noctilio albiventris Desmarest, 1818).

### Podział systematyczny
Do rodziny należy jeden rodzaj rybak (Noctilio) z dwoma występującymi współcześnie gatunkami:
| Grafika | Gatunek              | Autor i rok opisu | Nazwa zwyczajowa | Podgatunki   | Rozmieszczenie geograficzne | Podstawowe wymiary                                      | Status IUCN |
| ------- | -------------------- | ----------------- | ---------------- | ------------ | --- | ------------------------------------------------------- | ----------- |
|         | Noctilio leporinus   | (Linnaeus, 1758)  | rybak nocny      | 3 podgatunki | Indie Zachodnie, zachodni i południowy Meksyk na południe do zachodniego Ekwadoru, północno-zachodniego Peru, wschodniej Boliwii, Paragwaju, północnej Argentyny i południowej Brazylii; zakres wysokości: 0–500 m n.p.m. | DC: 8,2–10 cm DO: 2,3–2,8 cm DP: 8,1–8,7 cm MC: 50–90 g | LC          |
|         | Noctilio albiventris | Desmarest, 1818   | rybak mały       | 4 podgatunki | skrajnie południowy Meksyk (stan Chiapas) na południe do wschodniego Ekwadoru, wschodniego Peru, Boliwii, Paragwaju, północno-wschodniej Argentyny i południowej Brazylii; zakres wysokości: 0–1100 m n.p.m.              | DC: 6,5–6,8 cm DO: 1,3–1,6 cm DP: 5,4–7 cm MC: 22–42 g  | LC          |

Kategorie IUCN:  LC  – gatunek najmniejszej troski.
Opisano również wymarły gatunek z późnego miocenu dzisiejszego Peru:
- Noctilio lacrimaelunaris Czaplewski, 1996